# Angelique
Angelique (яп. アンジェリーク Андзери:ку) — название серии симуляторов романтических отношений для женщин, по мотивам которых были сняты TV и OVA сериалы. Первую игру выпустила компания Koei 23 сентября 1994 года, и она тут же завоевала популярность. Angelique является первой игрой в жанре отомэ.

## Сюжет
В центре каждой вселенной есть Святая земля, откуда королева и девять хранителей ведут управленческую деятельность. Они защищают покой сразу во всех галактиках. При этом каждая королева чувствует связь с королевами других вселенных. Сюжет строится вокруг двух вселенных — Синтё и Сэйдзю. Если же дословно перевести названия вселенных, то Синтё — Божественная Птица, а Сэйдзю — Святой Зверь.
В OVA-1 рассказ ведётся после того, как Анжелика Лиможес стала королевой вселенной Синтё, а её давняя знакомая — Анжелика Колье уже прошла королевское испытание, и началось зарождение вселенной Сэйдзю. Тёмная сила воплотилась в возрождённого Ариоса, надеясь истребить обеих королев.
В OVA-2 продолжается история OVA-1. Королева из будущего, чей мир находится под гнётом тёмных сил, всё ещё надеется на помощь королев из прошлого, которые сумели победить Рагу. Для этого в Аркадии нужно вновь собрать под серебряным деревом 4 драгоценных жемчужин света, чтобы дать надёжную защиту и помочь будущей королеве.
OVA-3 не случайно названа «Twin Collection». В её состав входит 8 рассказов, в каждом из которых повествование идёт о двух героях серии, когда они отдыхают в Аркадии, при этом там присутствуют ещё два персонажа, повествование о которых начнётся в следующем эпизоде. Каждая серия открывается аркой первого и заканчивается аркой второго героя, когда звучит фоновая песня и перед глазами зрителя проносится то, что связано с данным персонажем.
OVA-4 представляет собой историю Анжелики Лиможес. Как она проходила королевское испытание и с чем столкнулась на нелёгком пути защитницы мира во вселенной.
В TV-сериях «Возлюбленный ангел — Анжелика» рассказ идёт об обыкновенной девушке из вселенной Синтё, которой предначертана великая судьба — стать спасительницей вселенной Сэйдзю.
В TV-сериях «Нео-Анжелика: Бездна» повествование ведётся о мире Аркадии, которому нужна королева для защиты мира от ужасных чудовищ танатов. Аркадия — не отдельная вселенная, как например Сэйдзю или Синтё, но чудовище по имени Эреб решило захватить власть над миром.
Примечательно, что главную героиню каждой арки зовут Анжелика.

## Хронологическая последовательность
1.OVA-4
Angelique
2.OVA-1
Angelique: White Wing Memoirs
3.OVA-2
Angelique ~From the Sanctuary with Love~
4.OVA-3
Angelique : Twin Collection
5.TV-1
Loving Angel Angelique ~When Hearts Awaken~
6.TV-2
Loving Angel Angelique ~ Radiant Tomorrow ~
7.TV-3
Neo Angelique Abyss
8.TV-4
Neo Angelique Abyss -Second Age-

## Персонажи

### Персонажи Angelique
Структура вселенной держится за счёт баланса «сэкриа» — святой энергии (имеющей 9 видов), которую пополняют девять хранителей, а также благодаря священной силе королевы, которая своими молитвами защищает каждое живое существо в каждой галактике и на каждой планете, и поддерживает баланс священной энергии.
Когда королева или один из хранителей полностью израсходуют свои силы, они уступают своё место новым хранителю или королеве, причём нового хранителя сэкриа выбирает сама, а для того, чтобы стать королевой, нужно пройти экзамен.
Течение времени в Святой земле медленнее, чем в человеческом мире, поэтому всякий, кто становится королевой или хранителем, навсегда оставляет свои семьи без надежды когда-либо встретиться. В утешение ему остаётся лишь мысль, что он продолжает заботиться о дорогих им людях, пусть даже находясь далеко от них.
- Анжелика Лиможэс
  - Королева вселенной Синтё. Когда-то прошла сложный экзамен королевы, опередив Розалию, с которой соперничала, а потом подружилась.
  - Сэйю — Сиратори Юри
- Розалия де Катаржина
  - Помощница королевы вселенной Синтё. Когда-то соревновалась с ней за титул королевы. Но не прониклась сердцем к выполнению своей роли, а просто желала быть лучшей, почему и проиграла своей сопернице.
  - Сэйю — Мицуиси Котоно
- Джулиус
  - Хранитель сэкриа Света, несущей гордость. Хладнокровный и строгий, трудоголик. Стал хранителем ещё в раннем детстве. Увлекается верховой ездой, хорошо играет в шахматы и дартс.
  - Сэйю — Хаями Сё
- Клавис
  - Хранитель сэкриа Тьмы, что несёт мир. Умеет гадать по хрустальному шару и на картах. Сэкриа пробудилась в нём, когда ему было 5 лет. Его забрали у матери и увезли на Святую землю. На память у него осталась лишь книга со стихами. Мрачный и отдалённый.
  - Сэйю — Танака Хидэюки
- Оскар
  - Хранитель сэкриа Огня, что дарует силу.
  - Сэйю — Хориути Кэнъю
- Люмиэль
  - Хранитель сэкриа Воды, что несёт добро. Один из тех, кто объединил свою силу и силу жемчужины света для помощи Будущей королеве. Мягкий и нежный. Увлекается музыкой, умеет играть на нескольких инструментах (арфа, лютня, скрипка, фортепиано). Неплохо рисует (в основном акварельные пейзажи), любит природу.
  - Сэйю — Тобита Нобуо
- Рэнди
  - Хранитель сэкриа Ветра, которая несёт в себе смелость. Один из тех, кто объединил свою силу и силу жемчужины света для помощи будущей королеве. Искренний и энергичный. Часто ссорится с Зефэлем, однако благодаря Анжелике Лиможэс теперешние их ссоры не настолько глубокие и больше походят на дружеские потасовки.
  - Сэйю — Канна Нобутоси
- Зэфель
  - Хранитель сэкриа Стали, что несёт умение. Мятежник. Стал таким потому, что сэкриа в нём проснулась, когда прежний хранитель стали ещё полностью не исчерпал себя. Однако все силы старого хранителя перешли к Зефелю и того силой забрали на Святую землю.
  - Сэйю — Ивата Мицуо
- Марсель
  - Хранитель сэкриа Зелени, что приносит щедрость. Один из тех, кто объединил свою силу и силу жемчужины света для помощи будущей королеве. Самый юный из хранителей, ему всего 14 лет. Милый и невинный, очень открытый и искренний. Родился в семье фермера, увлекается садоводством, любит животных и птиц.
  - Сэйю — Юки Хиро
- Оливер
  - Хранитель сэкриа Грёз, что несёт красоту. Яркий и взбалмошный, любит наряжаться и ходить по магазинам. Проницателен. Не любит конфликты и старается всячески предотвратить ссоры между другими хранителями.
  - Сэйю — Коясу Такэхито
- Лува
  - Хранитель сэкриа Земли, что дарует мудрость. Один из тех, кто объединил свою силу и силу жемчужины света для помощи будущей королеве. Искренний и тёплый.
  - Сэйю — Сэки Тосихико
- Прежняя королева Синтё
  - Почувствовав, что силы её на исходе, сообщила 9 хранителям о необходимости поиска новой королевы. Когда-то сама была претенденткой, и в неё был влюблён Клавис.
  - Сэйю — Кацуки Масако
- Диа
  - Помощница прежней королевы Синтё.
  - Сэйю — Танако Ацука
- Пасва
  - Житель планеты Огненных драконов. Участвовал в королевском экзамене для Анжелики Лиможэс и Розалии де Катаржины как один из проверяющих. Отец Хару.
  - Сэйю — Яо Кадзуки
- Анжелика Колье
  - Королева зарождающейся вселенной Сэйдзю, к ней за помощью сквозь время обратилась одна из следующих королев вселенной. Проходила королевское испытание во вселенной Синтё, так как Сэйдзю ещё только зарождалась. Впервые познакомилась с Ариосом, когда тот спас её от пожара в гостинице, где она проживала, когда проходила королевское испытание.
  - Позже, как королева, все силы вложила в поддержание баланса сэкриа в своей новорождённой вселенной, но ей некому было помочь, у новорождённых вселенных ещё нет хранителей, поэтому она погрузилась в сон, а развитие вселенной замерло.
  - Но, согласно пророчеству, существует девушка, которая спасёт новорождённую вселенную, и имя ей — Звезда Надежды.
  - Сэйю — Асада Ёко
- Рэйчел
  - Помощница королевы вселенной Сэйдзю. Когда-то была соперницей Анжелики в королевском испытании.
  - Очень помогла Звезде Надежды в поиске и обучении новых хранителей для вселенной Сэйдзю.
  - Сэйю — Нагасава Мики
- Ариос
  - Когда-то Ариос отправился путешествовать по вселенным и в своём родном мире оставил свою возлюбленную — Эллис. Император той вселенной силой женил её на себе. Девушка этого не пережила. Когда Ариос об этом узнал, сердце его было разбито. Но он ничего не мог поделать: его силы и силы императора были несопоставимы. Его изгнали из родного мира во вселенную Синтё. Он захотел отомстить и вернуться в родной мир, поэтому, назвавшись Императором, однажды напал на Святую Землю Синтё всей своей магической мощью, однако его сумели победить. Он был перерождён во вселенной Сэйдзю, но на его развитие повлияла злая сила. Тёмная сила, чьё имя Рага, вызвала раздвоение у него личности на Ариоса, оставшегося без памяти о том, что было с ним раньше, и императора, желавшего отомстить обеим королевам. Однако Ариос сумел победить тёмную силу благодаря Анжелике Колье, поэтому присягнул служить ей и новой вселенной, где был возрождён.
  - Сэйю — Нарита Кэн
- Сэй-Лан
  - Талантливый художник из вселенной Синтё. Был наставником по изобразительному искусству во время королевского экзамена для Рэйчел и Анжелики Колье, когда вселенная Сэйдзю только зародилась.
  - После того, как Сэйдзю чуть не была разрушена, по просьбе Звезды Надежды стал хранителем сэкриа Зелени вселенной Сэйдзю.
  - Сэйю — Иванага Тэцуя
- Эрнест
  - Главный исследователь из Королевского научно-исследовательского института на Святой земле Синтё. Был в числе проверяющих во время королевского экзамена для Рэйчел и Анжелики Колье, когда вселенная Сэйдзю только зародилась.
  - По просьбе Звезды Надежды, чтобы предотвратить разрушение вселенной Сэйдзю, стал хранителем сэкриа Стали.
  - Сэйю — Морикава Тосиюки
- Виктор
  - Генерал королевских экспедиционных войск из вселенной Синтё. Был духовным наставником во время королевского экзамена для Рэйчел и Анжелики Колье, когда вселенная Сэйдзю только зародилась.
  - По просьбе Звезды Надежды стал хранителем сэкриа Земли для вселенной Сэйдзю.
  - Сэйю — Татики Фумихико
- Мэл
  - Представитель племени Огненных драконов. Ясно видит будущее.
  - По просьбе Звезды Надежды стал хранителем сэкриа Грёз для вселенной Сэйдзю.
  - Сэйю — Тома Юми
- Чарли Вон
  - Глава крупнейшей финансовой компании, возглавивший её совсем недавно по решению многочисленной семьи Вон, но успешно втянувшийся в дела. Пользуется всеми привилегиями своей семьи. Всегда готов оказать поддержку королеве вселенной Синтё и хранителям. Принимал участие в проведении королевского экзамена для Рэйчел и Анжелики Колье.
  - По просьбе Звезды надежды стал хранителем сэкриа Огня для вселенной Сэйдзю.
  - Сэйю — Мадоно Мицуаки
- Тимка
  - Молодой правитель планеты Хакуакю во вселенной Синтё. Был наставником по этике во время королевского экзамена для Рэйчел и Анжелики Колье, когда вселенная Сэйдзю только зародилась.
  - По просьбе Звезды Надежды стал хранителем сэкриа Воды для вселенной Сэйдзю.
  - Сэйю — Кисайти Ацуси
- Маркинус Сантива
  - Организатор весьма известного аукциона, на котором однажды была выставлена одна из жемчужин. Друг детства Чарли. В детстве претерпел много лишений, что пагубно сказалось на его характере, но хорошо — на амбициях и трудолюбии.
  - Сэйю — Фудзивара Кэйдзи
- Сара
  - Сестра Мэла, мать Хару и жена Пасвы.
  - Сэйю — Орикаса Ай
- Хару
  - Сильнейший предсказатель в племени людей-драконов. Несмотря на то, что он был мал, смог увидеть как помочь одной из будущих королев, которая сквозь время просила помощи у обеих Анжелик.
- Анжелика «Энжи» Этойль
  - Звезда Надежды, позднее — священный ангел
  - Девушка из вселенной Синтё, которой было поручено спасти вселенную Сэйдзю.
  - Сэйю — Хонна Ёко
- Хьюи
  - Хранитель сэкриа Ветров с планеты Дзире (галактика Руанан вселенной Сэйдзю)
  - Сэйю — Намикава Дайсукэ
- Леонард
  - Хранитель сэкриа Света с планеты Бранаган (галактика Хария вселенной Сэйдзю)
  - Сэйю — Кояма Рикия
- Франсис
  - Хранитель сэкриа Тьмы с планеты Кириевиру (вселенной Сэйдзю), одного из его предков Звезда Надежды спасла, когда на Кириевиру должен был случиться потоп. Боится кроликов.
  - Сэйю — Сугита Томокадзу
- Мойра
  - Воплощение Духа Сэкриа в виде памяти Звезды Надежды. Маленькая девочка, которую защитили Чарли и Звезда Надежды. На деле она — глаза и уши духа сэкриа, который проверял, смогут ли измениться люди, ведь он был против их существования, пока они ссорились с друг другом, воровали, и погрязли в грехах. Они внесли дисбаланс в прекрасный без людей мир. Именно Звезда Надежды должна была показать, как может измениться человеческое сердце с эгоистичного на доброе и желающее помочь всему миру. Если бы Звезда Надежды не прошла это испытание, вселенная Сэйдзю была бы уничтожена.
- Эльда
  - Хранитель серебряного дерева Аркадии и защитник будущей королевы, силы которому вернули Марсэль, Люмиэль, Рэнди и Лува, одарив своей сэкриа жемчужины света.
  - Сэйю — Миямото Мицуру

### Персонажи Neo Angelique Abyss
Аркадия — мир на рубеже XIX-XX веков. Вся техника, что хоть чуть может сойти за современную, работает за счёт артефактов.
Аркадия страдает от появившейся извне тёмной силы. Виной всему — Эреб. Однажды Эреб уже был заточен в иное пространство, но печать, что защищала мир от него, со временем начала рушиться. Воспользовавшись появившимися трещинами в защите, он стал посылать на Аркадию свои тени — танатов, которые поглощают из людей жизненную силу.
Защитники Аркадии — рыцари Серебряного Древа. Как и охотники, полностью уничтожить танатов они не могут, а лишь рассеять. Полностью избавиться от тёмной силы может лишь королева, которая, вознёсшись, сможет защитить Аркадию со всеми её городами и людьми.
Опасаясь вновь быть заточенным, Эреб уже много раз находил королевских кандидаток, которые могли стать королевами, и делал их жизнь невыносимой настолько, что они предавали свои убеждения и свои силы, полностью попадая во власть тьмы.
Но вот появилась новая кандидатка. Принесёт ли она долгожданный мир и покой в Аркадию?

#### Охотники Рассвета
Рассвет — то, что происходит с ранеными танатами во время очищения их Анжеликой — они распадаются на мельчайшие капельки света. Это название придумал Бернард.
Знамение Авроры — сияние тысяч радуг в небе, которое свидетельствует о появлении королевы и том, что она использует свою силу.
- Анжелика
  - Сирота и воспитанница «Женской Академии Мэлроуз». Когда она была маленькой, на её семью напали танаты и убили её родителей. С течением времени у неё появилась очистительная сила, которая могла излечивать людей, попавших под нападение танатов, и также могла изгонять раненых танатов. С момента потери родителей решила стать врачом, чтобы помогать людям, как это делали её отец и мать. Являясь одной из многих королевских кандидаток, не утратила своих убеждений и до последнего стремилась помогать людям, поэтому не разделила судьбу прежних и не стала марионеткой в руках Эреба.
  - Сэйю — Эндо Ая
- Лорд Никс
  - Владелец «Женской Академии Мэлроуз» и весьма зажиточный господин. Живёт в Солнечном поместье на окраине города Лейсс. Когда-то в детстве вследствие несчастного случая чуть не утонул и был согласен на любую помощь, чем воспользовался Эреб. У него есть давний друг Огюст.
  - Является одним из «Охотников рассвета», в бою против танатов использует трость, превращающуюся в хлыст, который может разрезать даже железо.
  - Сэйю — Окава Тору
- Рэйн
  - Вундеркинд, который однако оставил свою работу в Фонде Артефактов, потому что понял, что своей излишней увлечённостью может кому-то навредить. Решив, что так будет лучше, стал сам охотиться на танатов. Но всё же он продолжает трудиться над темой артефактов. Раньше их использовали, чтобы понять технологии Древних Народов, сейчас — для создания новых механизмов и устройств.
  - Является одним из «Охотников рассвета», в бою использует пистолет с «очистительными» пулями. На себе провёл эксперимент по внедрению сил очищения.
  - Сэйю — Такахаси Хироки
- Джей Ди
  - Странник, который путешествует, чтобы дарить людям улыбки. На деле же он не совсем человек, а машина для битв, которую создали с помощью древнего артефакта «кукла Джаспер», однако при его создании была совершена ошибка, которая повлекла за собой уничтожение исследовательской лаборатории Фонда Артефактов. Он сумел спастись, и его подобрали жители племени Драконов. Первым его другом стал представитель племени — Кай, который научил его улыбаться, демонстрировать и чувствовать различные эмоции, как обычные люди. Однако из-за болезни Кай умер. После его смерти Джей Ди и отправился в странствие, чтобы всем помогать.
  - Благодаря Анжелике присоединился к отряду «Охотников рассвета». В бою использует пару тонфа, но также обладает навыками рукопашного боя. Как и все «Охотники рассвета», прекрасно готовит.
  - Сэйю — Оносака Масая
- Хьюга
  - Рыцарь Серебряного Древа, дезертир. Оставил свою службу из-за того, что потерял своего друга, Карлайла, в башне Спящей Души. Из-за очищения в Карлайла вселился танат, и во время очищения рыцарь погиб. Хьюга винил себя в смерти друга, ведь именно он нанёс удар, пока Анжелика, Рэйн и Джей Ди не помогли ему осознать, что же на самом деле произошло.
  - После появления знамения Авроры начал поиски королевской кандидатки, и так вошёл в отряд «Охотников рассвета». В бою использует копьё. Прекрасно готовит, особенно ему удаются блюда из сырой рыбы.
  - Сэйю — Оно Дайсукэ

#### Селестинская община
Селестизам — главный город Селестинской общины. В центре растёт великое серебряное Древо, что отражает жизнь Аркадии. По нему можно судить, всё ли в мире идёт так, как надо.
- Рыцари серебряного дерева
  - Защищают мир и покой в Аркадии, однако их не так уж много, а для полноценной защиты нужна королева, которой они служат всем сердцем. Однако вследствие того, что новой королевы давно не находилось, а все кандидатки исчезали, их дух и силы ослабли. Живут и воспитываются в Селестинской Общине.
- Старейшина Лорд Матиас
  - Обязанность старейшины — управление общиной. Каждый раз им становится избранный и всю свою жизнь правит общиной. Ему даровано всезнание, потому как после смерти он перерождается. Однако после внезапной смерти последнего старейшины старцы запаниковали, поэтому Матиаса выбрали за его незаурядные способности в запоминании важных для старейшины знаний. Довольно долгое время он правил общиной, но как только родился Рэне старцы встали перед проблемой: они уже объявили нового старейшину, и признаться в том, что они обманули всех, значило бы лишить людей веры. Поэтому, пока Рэне не вырастет достаточно для управления общиной, Матиас должен остаться на своём посту. А потом во всеуслышанье объявят о его смерти и появлении нового старейшины — Рэне. Матиас настолько уже привык к власти, что не хочет уступать её мальчику, хотя и проникся к нему дружественными чувствами. Он воспользовался желанием Эренфрида спасти Ёрго в обмен на создание чипа очищения, который изобрёл и использовал на себе Рэйн, а усиленную версию похитил и испытал Карлайл. Из-за того, что Матиас находился в смятении, этим воспользовался Эреб.
  - Сэйю — Кусуноки Тайтэн
- Старцы
  - Следят за проявлениями тёмной (танаты) и светлой (королева) сил, а также поддерживают общину.
- Мудрец
  - Глава старцев. Именно он принял решение сделать Матиаса старейшиной, а потом и другое — сместить его с поста и назначить Рэне.
- Рэне
  - Сначала представился Анжелике как ученик рыцарей Серебряного Древа, однако на самом деле он — истинный старейшина, который родился, держа в руке серебряный лист. С детства воспитывался в Селестизаме и никогда не выходил за пределы города, но именно этого — побывать вне города — ему хотелось больше всего.
  - Сэйю — Ямагути Каппэй

#### Фонд Артефактов
Фонд Артефактов желает поставить защиту Аркадии на промышленную основу и для этого используют в работе артефакты древних народов, которые разыскивают по всей Аркадии для создания различных машин.
- Ёрго
  - Директор Фонда и брат Рэйна.
- Эренфрид
  - Юный вундеркинд, который всегда был уязвлён тем, что Рэйн опережал его во всем. Не простил ему того, что тот оставил Фонд и стал Охотником. Всеми силами он старается оправдать ожидания, которые на него возложил директор Ёрго.
  - Детство у него было не очень счастливое, его родители часто ругались и не обращали внимания ни на него самого, ни на его успехи.
  - Два его проекта весьма повлияли на события, что развернулись в Аркадии. Первый — некие «Джинкс», вначале уничтожавшие танатов, но разрушавшие при этом здания. Однако после того, как танаты адаптировались к этому оружию, «Джинкс» стали бесполезны. Второе — усовершенствованный чип очищения, схему которого изобрёл Рэйн. Однако улучшение лишь ещё больше ослабило печать наложенную на Эреба и привело к большему появлению танатов.
  - Сэйю — Ирино Мию
- Джет
  - Андроид, созданный с помощью того же артефакта, что и его прототип — Джей Ди. Не понимает того, что зовётся «чувствами». Лишь Анджелика сумела примирить его с самим собой и Джей Ди.
  - Сэйю — Накамура Юити

#### Другие персонажи
- Элвин
  - Кот Анжелики, который на самом деле является её проводником на пути становления королевой.
- Ханна и Сэлли
  - Подруги Анжелики по женской академии.
- Бернард
  - Репортёр. Потерял своих родителей и сестру. Позже понял, что Анжелика — это и есть его сестра.
  - Сэйю — Хиракава Дайсуке
- Роше
  - Фотограф, который ни перед чем не остановится, чтобы заполучить редкое фото, за которое ему могут неплохо заплатить. Часто работает в паре с Бернардом. Довольно ловкий молодой человек, но с добрым сердцем.
  - Сэйю — Кимура Рёхэй
- Сэдона
  - Капитан корабля, на котором Анжелика с друзьями добралась до порта Орадж рядом с Селестизамом. Обучила её владению мечом.